# Testavoira
El Gran Testavoira o Testavoyre es una cumbre rocosa que forma parte del macizo montañoso de Meygal. Tiene una altura máxima de 1436 metros de altitud. Se encuentra en la zona del Macizo Central francés, en el departamento de Alto Loira, en Auvernia, Francia. 

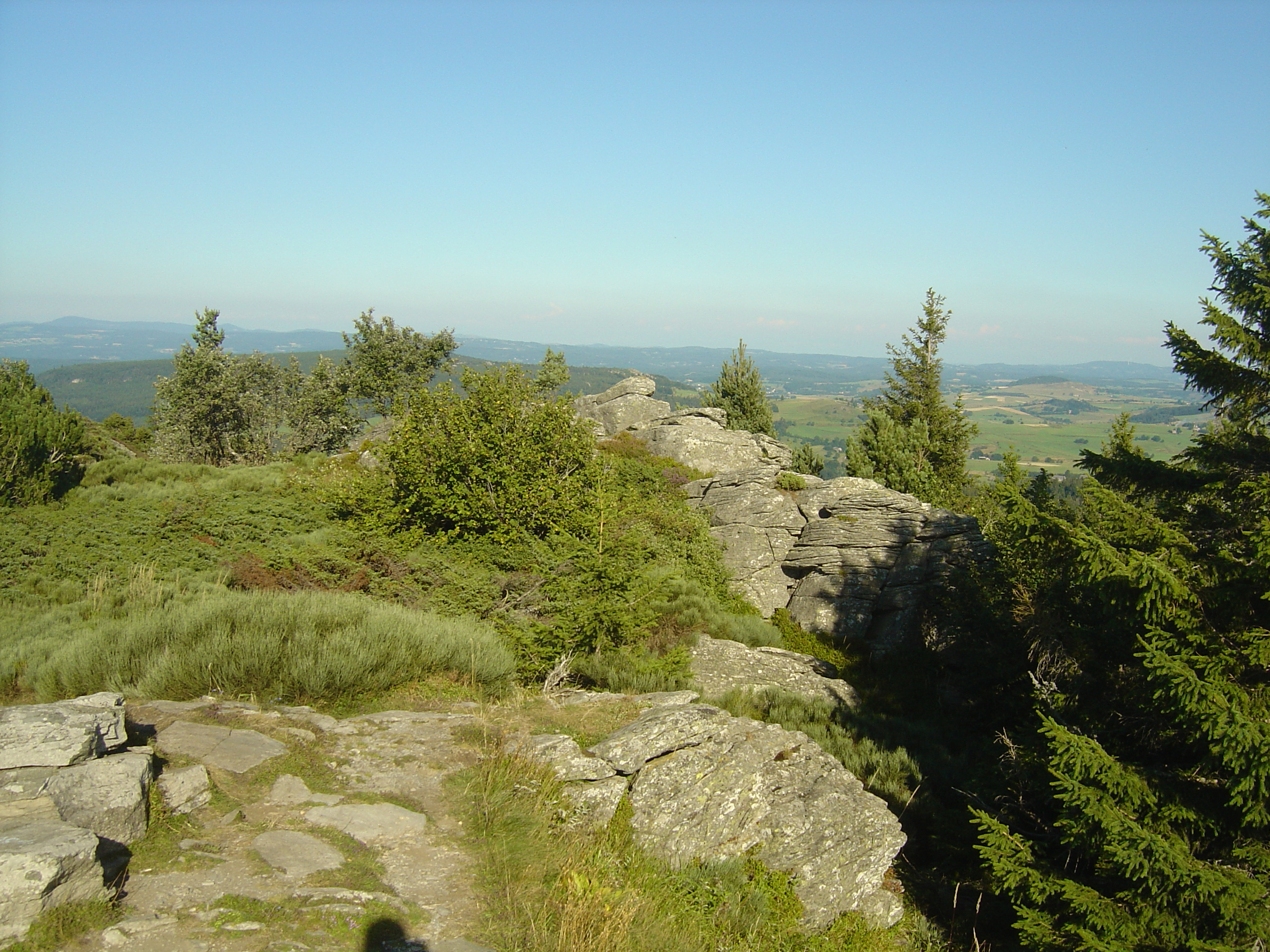
En la parte superior del Testavoira
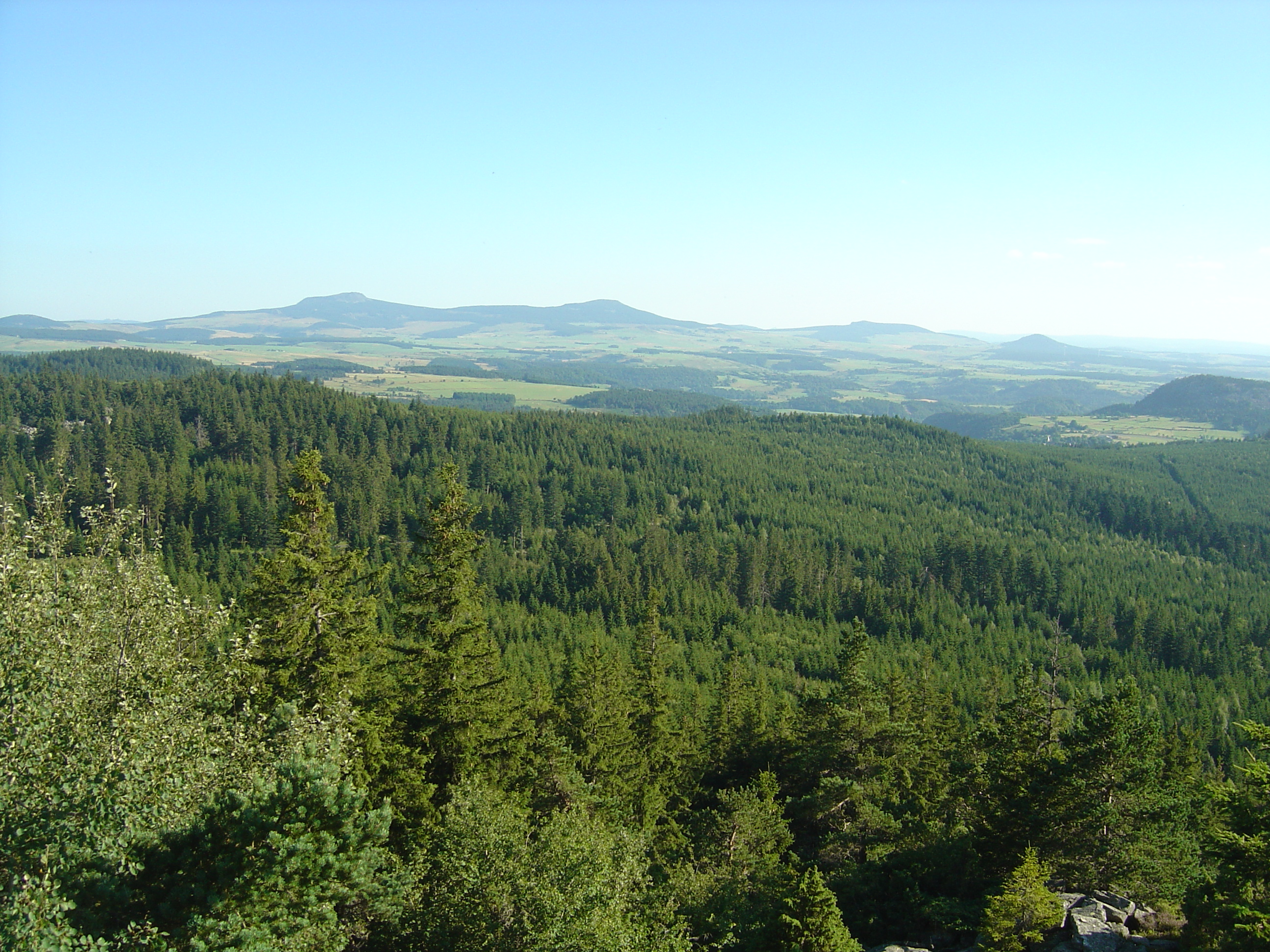
Vista de los montes Mezenc y d'Alambre
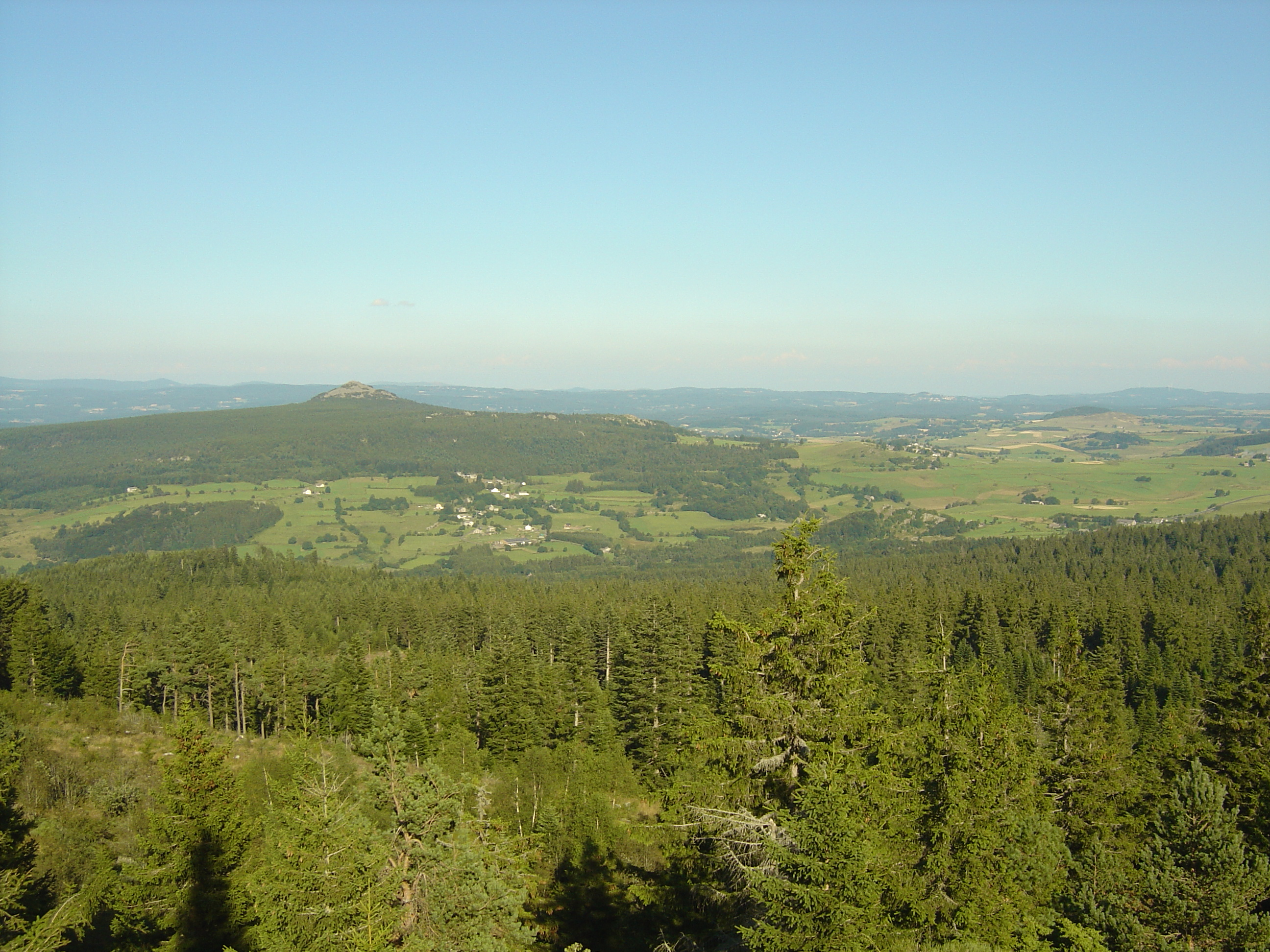
Vista hacia Lizieux
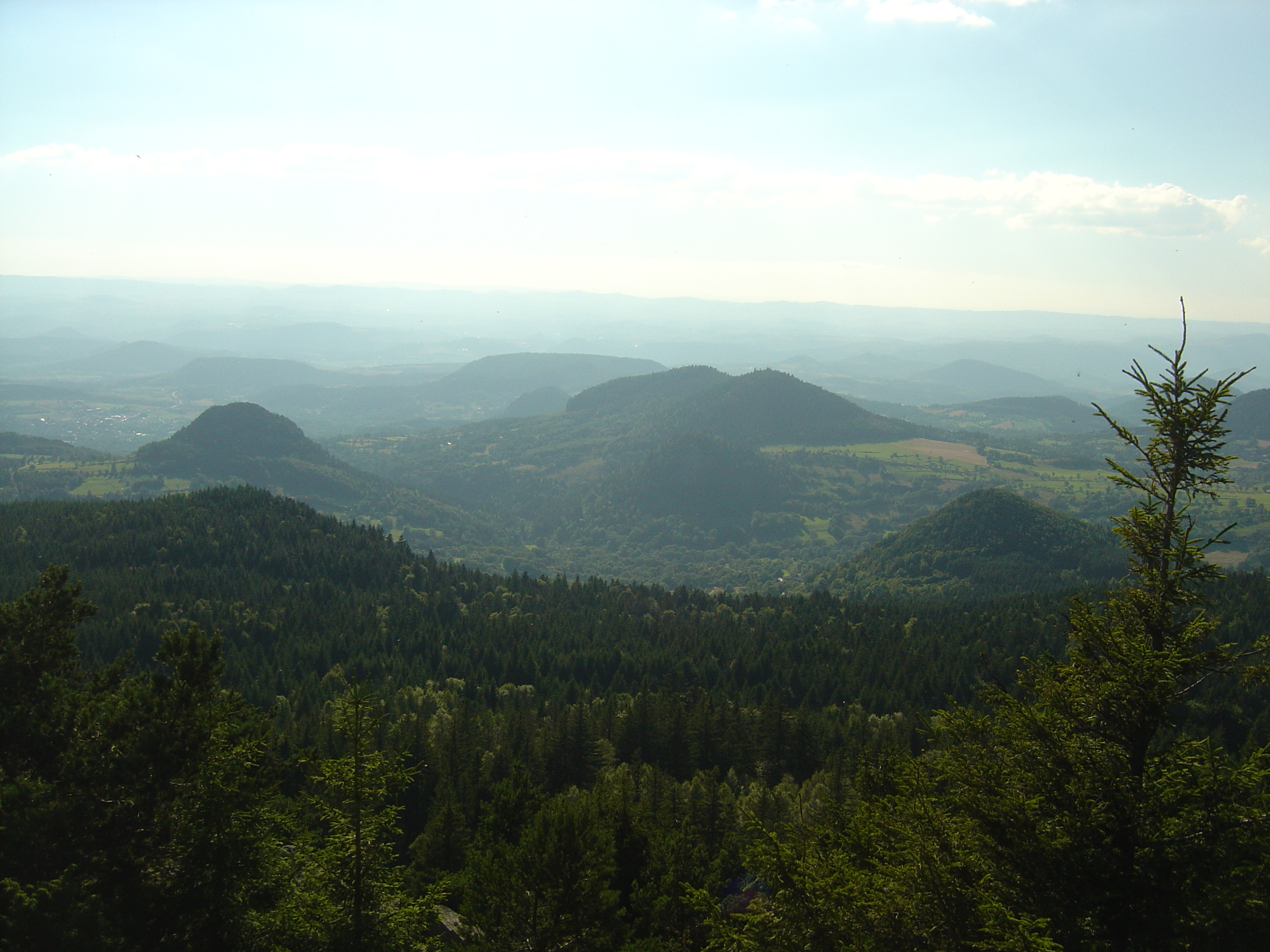
Vista desde el Testavoire

- Datos: Q3519093
- Multimedia: Testavoyre / Q3519093